# Corophium lacustre
Corophium lacustre är en kräftdjursart som beskrevs av Ernst Vanhöffen 1911. Enligt Catalogue of Life ingår Corophium lacustre i släktet Corophium och familjen Corophiidae, men enligt Dyntaxa är tillhörigheten istället släktet Corophium och familjen Corophidae. Arten är reproducerande i Sverige. Inga underarter finns listade i Catalogue of Life.